# (13621) 1995 GC7
1995 جي سي 7 (ويعرف أيضًا باسم (13621) 1995 جي سي 7 وفق تسمية الكوكب الصغير) (بالإنجليزية: 1995 GC7)‏ هو كويكب ضمن حزام الكويكبات؛ وترتيبه 13621 من حيث الاكتشاف.
اكتُشف هذا الجُرم الفلكي بواسطة تاكيشي أوراتا ‏ في 1 أبريل 1995.

## وصلات خارجية
- (13621) 1995 GC7 في قاعدة بيانات مختبر الدفع النفاث لأجرام النظام الشمسي الصغيرة

- الاكتشاف · مخطط المدار ·  العناصر المدارية · المعلمات المادية

- (13621) 1995 GC7 على موقع ويكي سكاي: DSS2, SDSS, GALEX, IRAS, Hydrogen α, X-Ray, Astrophoto, Sky Map, Articles and images